# Asesinato de Aylar Haghi
El 16 de noviembre de 2022, la mujer estudiante iraní Aylar Haghi, de 22 o 23 años, fue asesinada a tiros por las fuerzas de seguridad iraníes durante las protestas de 2022 en Tabriz, Irán.
Los funcionarios del gobierno y los medios negaron el asesinato y afirmaron que se muerte desde una altura. Inicialmente, presionaron a su familia para que dijeran que Aylar se había suicidado. Cuando la familia se negó a aceptar esto, las fuerzas de seguridad detuvieron a su padre. Como forma de presión, no entregaron el cuerpo a la familia durante dos días y no permitieron su entierro en su ciudad natal, Malekand.
El entierro y la ceremonia conmemorativa de 40 días de Aylar Haghi se llevaron a cabo en el cementerio Vadi-e Rahmat con la participación de los ciudadanos. Los participantes enarbolaron consignas antigubernamentales como “Todos somos Aylar, la lucha continúa”, “Libertad, justicia, gobierno nacional” y “Azerbaiyán no duerme, la sangre de Aylar no es en vano”. Ambas ceremonias fueron interrumpidas por la intervención de las fuerzas de seguridad. Durante estos incidentes, las personas fueron golpeadas y arrestadas.
Tras la muerte de Aylar Haghi, las protestas se intensificaron en la provincia de Azerbaiyán Oriental. Se llevaron a cabo protestas y acciones en las ciudades de Tabriz, Binab, Malekand y Ardabil, y en la Universidad Tabriz Azad, donde estudió Aylar. Varios manifestantes fueron detenidos durante estas manifestaciones.
El 28 de noviembre de 2022, niñas de la República de Azerbaiyán organizaron un flash mob en memoria de las personas que luchan por los derechos de las mujeres en Irán y en memoria de las niñas azerbaiyanas asesinadas allí, incluidas Hadis Najafi, Asra Panahi y Aylar Haghi.

## Víctima
Aylar Haghi (1999-16 de noviembre de 2022) fue una mujer estudiante iraní nacida en la ciudad de Malekan en una familia azerbaiyana. Posteriormente, ella y su familia se mudaron a la ciudad de Tabriz. Ella era estudiante de cuarto año en la facultad de medicina de la Universidad Tabriz Azad en el momento de su muerte.

## Asesinato
Haghi participó en la protesta antigubernamental que tuvo lugar en Tabriz el 16 de noviembre de 2022, como parte de las protestas de Irán de 2022. Las fuerzas gubernamentales comenzaron a dispersar la manifestación utilizando la violencia contra los manifestantes. Tras la intervención de la policía, Haghi se refugió en un edificio para escapar de la violencia. Varios agentes que la perseguían la siguieron hasta el edificio y le dispararon en la nuca, matándola. Luego arrojaron su cuerpo desde un edificio de gran altura.
Posteriormente, los agentes de seguridad presionaron a la familia de Haghi para que dijeran que ella se había caído intencionalmente del edificio en un acto de suicidio. El gobierno había hecho afirmaciones similares tras la muerte de otros manifestantes. Después de que su familia se negó a aceptar la historia del suicidio, las fuerzas de seguridad detuvieron a su padre, Rajab Haghi. Para presionar a la familia de Haghi, las fuerzas gubernamentales retuvieron su cuerpo durante dos días.
Medios afiliados al Estado iraní publicaron un vídeo grabado por una cámara de seguridad de un edificio y afirmaron que Aylar Haghi cayó a un pozo y perdió la vida poco después de salir del coche.Sin embargo, en este vídeo sólo se ve a una mujer saliendo del coche.Y es imposible identificar a la mujer cuyo rostro ni siquiera se ve en el vídeo.

## Entierro
La familia de Haghi quería enterrarla en Malekan, donde nació, pero no se les permitió hacerlo. El padre de Haghi, Rajab Haghi, fue presionado para que celebrara la ceremonia fúnebre en Tabriz de forma discreta y no la hiciera pública. Aun así, la noticia se hizo pública y un gran número de ciudadanos acudió al funeral. El funeral tuvo lugar el 18 de noviembre de 2022 en el cementerio Vadi-e Rahmat de Tabriz. Los ciudadanos que participaron en el funeral gritaron consignas contra Irán, como "Todos somos Aylars, la lucha continúa", "Libertad, justicia, el gobierno nacional". Las fuerzas de seguridad atacaron a los ciudadanos reunidos en el cementerio y los mataron. fueron expulsados de la zona y detuvieron a varias personas. Además, el profesor Shamsi Abbasalizadeh de la Universidad de Ciencias Médicas de Tabriz fue suspendido por asistir al funeral de Haghi.
El 27 de diciembre de 2022 tuvo lugar la ceremonia en memoria del día 40 de Aylar Haghi. Los participantes en la ceremonia corearon consignas antigubernamentales como “Todos somos Aylar, exigimos libertad”, “Azerbaiyán no duerme”, “La sangre de Aylar no es en vano”, “Jamenei es un asesino, no se puede confiar en el gobierno”. , y “Muerte al dictador". El padre de Haghi también pronunció un discurso durante la ceremonia. Posteriormente, las fuerzas de seguridad intervinieron en la ceremonia, lo que resultó en un enfrentamiento entre los participantes y las fuerzas de seguridad en el que las fuerzas de seguridad golpearon a los participantes con porras. Los padres y varias otras personas fueron arrestados.

## Reacciones
El asesinato de Aylar Haghi intensificó las protestas en la provincia de Azerbaiyán Oriental. Se produjeron fuertes protestas y manifestaciones en Tabriz, Binab y Malekan, donde nació Haghi. Varios manifestantes fueron arrestados durante estas protestas. Los estudiantes de medicina de la Universidad Tabriz Azad también organizaron manifestaciones tras el asesinato de Haghi.
El 28 de noviembre de 2022, niñas de Azerbaiyán organizaron un flash mob en memoria de quienes luchan por los derechos de las mujeres en Irán y de las niñas azerbaiyanas asesinadas allí, incluidas Hadis Najafi, Asra Panahi y Aylar Haghi. Al final del flash mob se mostraron imágenes de Haghi y otros azerbaiyanos asesinados, acompañadas del mensaje “¡Lo sabemos, estamos con vosotros!”.
El 20 de febrero de 2023, consignas como “Aylar Haghi”, “Puedes borrar nuestras consignas de las paredes, no los rastros de sangre”, “Muerte a Jamenei” y “Muerte al dictador” fueron escritas en las paredes de las calles de Tabriz.